# Кабриер-д’Эг
Кабриер-д’Эг (фр. Cabrières-d'Aigues) — коммуна во французском департаменте Воклюз региона Прованс — Альпы — Лазурный Берег. Относится к кантону Пертюи.

## Географическое положение
Кабриер-д’Эг расположен в 60 км к востоку от Авиньона. Соседние коммуны: Пейпен-д'Эг на востоке, Ла-Мотт-д'Эг и Сен-Мартен-де-ла-Браск на юго-востоке, Санн на юге, Кюкюрон и Вожин на западе.
Коммуна находится на южном склоне Люберона. Между Кабриер-д’Эг и Кюкюроном расположена вершина Мурр-Негр (высота 1125 м).

## Демография
Население коммуны на 2010 год составляло 841 человек.
| 1962 | 1968 | 1975 | 1982 | 1990 | 1999 | 2010 |
| ---- | ---- | ---- | ---- | ---- | ---- | ---- |
| 352  | 415  | 400  | 429  | 532  | 650  | 841  |

## Достопримечательности
- Барельеф галло-романского периода, на котором была изображена перевозка вина через Дюранс найдена фермером в начале XIX века. Сейчас в музее Кальве в Авиньоне
- Остатки часовни Сен-Жана.
- Пруд Бонд, 30 га, создан в XV веке как водоём для замка Ла-Тур-д’Эг, используется ныне для ирригации. Крупнейший водоём Люберона и департамента Воклюз.